# Синхондроз
Синхондро́з (лат. junctura (articulátio) cartilagínea от др.-греч. σύν- — с и χόνδρος — хрящ) — упругое непрерывное соединение костей посредством хрящевой ткани, разновидность суставного сочленения, при котором неподвижные концы костей соединены гиалиновым хрящом. Примером такого сочленения может являться место соединения рёбер с грудиной или соединение тела клиновидной кости с основной частью (лат. pars basiláris) затылочной кости. С возрастом у людей данный тип суставного соединения подвергается кальцификации, и утрачивает хрящевую прослойку. По свойствам хрящевой ткани выделяют два вида синхондрозов:
- Гиалиновые (между грудиной и ребрами)
- Волокнистые (между позвонками)

Наличие внутри сочленения хряща делает данный вид соединения упругим, способным при внешних воздействиях гасить механические колебания. Объём движений в таком сочленении невелик, носит пружинящий характер и зависит от толщины хрящевой прослойки (чем она толще, тем объём движений больше). Например, в позвоночнике такие суставы выполняют функцию амортизатора, гася толчки при прыжках, ходьбе и беге.
По времени существования различают временные и постоянные. Временные с возрастом обызвествляются — заменяются известковыми отложениями, по свойствам напоминающим костную ткань. Постоянные сохраняются в течение всей жизни.